# José Simon
José Simon (teljes nevén Tábori-Simon József; Eger, 1974. december 6.) magyar grafikusművész, tipográfus, zenész.

## Szakmai életrajz
A Magyar Képző- és Iparművészeti Szakközépiskola elvégzése után, a Magyar Képzőművészeti Egyetem tervezőgrafikus szakán szerzett diplomát 1999-ben. Ugyanabban az évben két társával megalapította a Grotesque Grafikai Stúdiót. Autonóm és alkalmazott grafikával – elsősorban grafikai és animációs arculattervezéssel – foglalkozott 2010-ig.
2008-ig alapító tagja és 50%-os tulajdonosa a szezonálisan megjelenő PEP! kulturális magazinnak, melyet 2005-ben Magyar Formatervezési Díjjal, 2008-ban a Kreatív magazin "MAGMA" versenyén az "Év kulturális magazinja" díjával jutalmaztak.
Tagjai közé választotta a Magyar Alkotóművészek Egyesülete (MAOE) és a Magyar Képző- és Iparművészek Egyesülete (MKISZ) is.
Grafikus társaival 2007-ben megalapította a Magyar Tervezőgrafikusok és Tipográfusok Társaságát (MATT).
2009-2010-ben szakmai órákat ad a Budapesti Kommunikációs Főiskolán (BKF), Mozgóképes arculattervezés címmel.
2010-ben néhány társával megalapítja a kizárólag online felületen futó, fiatalokhoz szóló „Phenom'enon” popkulturális magazint.
A 2011 végén „Simon Says” néven indított projectje elsősorban arculattervezéssel, brandépítéssel, a tervezői és gyártási folyamatok összehangolásával, művészeti vezetésével foglalkozik.
2012-ben társalapítója és művészeti vezetője a Sophia Rotas által létrehozott NERO Homme férfi divattal és kortárs művészettel foglalkozó magazinnak.
2015 végétől társalapítója az ArtHungry elnevezésű, első online, hazai kreatív közösségi oldalnak

## Fontosabb Díjak
- 1998 – "MŰKÉP" Tervezőgrafikai Biennálé, Budapest – Nemzeti Galéria / 1. díj (Fanzine)
- 1999 – "TYPLOMA"[9] diploma kiállítás, Budapest – Magyar Képzőművészeti Egyetem / Glatz Oszkár Díj (Fanzine)
- 2000 – XII. Békéscsabai Tervezőgrafikai Biennálé, Munkácsi Mihály Múzeum / Fődíj (Fanzine)
- 2001 – Kamera Hungária Fesztivál, Szeged / 1. díj Vizuális Kommunikáció, Főcím/Szignál kategóriában (Duna TV)
- 2003 – VOLTfólió Kulturális Médiadíj / Az év magazinja (Wan2)
- 2005 – Magyar Formatervezési Díj,[10] Budapest – Magyar Iparművészeti Múzeum / Fődíj, Vizuális Kommunikáció kategóriában (PEP!)
- 2006 / CoolBrands díj (Wan2)
- 2008 – MAGMA, Budapest – Kreatív Szakmai lap 1 díja, Kulturális magazin kreatív tervezése kategóriában (The Golden Age of Grotesque)
- 2010 – MGSE (Magyar Grafikai Stúdiók Egyesülete) – Aranyrajzszög Díj
- 2010 – MAGMA, Budapest – Magazin Mánia díj, Album kategóriában (The Golden Age of Grotesque)
- 2010 – XVII. Békéscsabai Tervezőgrafikai Biennálé, Munkácsi Mihály Múzeum – Békéscsaba Megyei Jogú Város Önkormányzata fődíja
- 2011 – 10. Kecskeméti Animációs Fesztivál / 1. díj Alkalmazott animáció kategóriában (Ozone Network)
- 2011 – VOLTfólió Kulturális Médiadíj / Az év magazinja (Wan2)
- 2012 – Prizma Kreatív PR díj, Budapest – Esemény kommunikáció 1. díj (w. Visionary 7)
- 2013 – Molnár István Díj Archiválva 2016. március 9-i dátummal a Wayback Machine-ben (Magyar Sajtófotó Kiállítás, Nero Homme magazin)[11]
- 2013 – Graphifest (ART) – Aranyrajzszög Díj (Az utóbbi évek tervezőgrafikai tevékenységéért)[12]
- 2014 – XIX. Békéscsabai Tervezőgrafikai Biennálé, Munkácsi Mihály Múzeum / EMMI Fődíj[13]
- 2014 – Kreatív Mediadesign verseny / Alkotói fődíj; magazin kategória 1., 2., díj; információs online magazinok 1. díj[14]
- 2018 – Kreatív MediaDesign Díj / bronz (Fashion Street magazin)
- 2019 – Best Print Hungary – Grafikai nagydíj (Fashion Street X – jubileumi kiadvány)
- 2020 – XXII. Országos Tervezőgrafikai Biennálé – a Magyar Művészeti Akadémia díja

## Fontosabb kiállítások
- 1998 – XI. Békéscsabai Tervezőgrafikai Biennálé, Munkácsi Mihály Múzeum
- 1999 – "MŰKÉP" Tervezőgrafikai Biennálé, Budapest – Nemzeti Galéria
- 1999 – "TYPLOMA" diploma kiállítás, Budapest – Magyar Képzőművészeti Egyetem
- 1999 – MA Fine Art Students, London – The London Institute
- 2000 – XII. Békéscsabai Tervezőgrafikai Biennálé, Munkácsi Mihály Múzeum
- 2000 – Tervezőgrafikai Biennálé, Magyar Iparművészeti Múzeum
- 2001 – Applied Art – Tervezőgrafikai kiállítás, Budapest – Műcsarnok
- 2001 – Kamera Hungária Fesztivál, Szeged
- 2002 – 22. Nemzetközi Tervezőgrafikai Biennálé, Brno
- 2003 – Magyar Formatervezési Díj, Budapest – Magyar Iparművészeti Múzeum
- 2005 – Magyar Formatervezési Díj, Budapest – Magyar Iparművészeti Múzeum
- 2007 – Magyar Formatervezési Díj, Budapest – Magyar Iparművészeti Múzeum
- 2007 – Graphicum, Budapest – Gödör Klub
- 2008 – Formatúra – Sopron, Győr, Debrecen, Budapest
- 2008 – Craft & Design, Budapest – Magyar Iparművészeti Múzeum
- 2010 – Graphifest, Budapest – Gödör klub
- 2010 – XVII. Békéscsabai Tervezőgrafikai Biennálé, Békéscsaba – Munkácsi Mihály Múzeum
- 2011 – XVII. Békéscsabai Tervezőgrafikai Biennálé, Budapest – Magyar Alkotóművészek Háza
- 2011 – Made in Hungary Plus, The Netherlands – Delft
- 2012 – Simon Says Vol.1, Budapest – Akvárium Klub
- 2012 – Simon Says Vol.2, Budapest – Musicland
- 2012 – Cégér – boros címke kiállítás / wine label exhibition, Budapest – Akvárium
- 2012 – Cégér – boros címke kiállítás / wine label exhibition, Budapest – Millenáris, Art Market
- 2012 – Graphifest 2012 exhibition, Aranyrajzszög/Golden Pin Budapest – Design Terminal
- 2012 – XVIII. Békéscsabai Tervezőgrafikai Biennálé, Békéscsaba – Munkácsi Mihály Múzeum
- 2012 – Art Moments, Budapest – Anker Klub
- 2013 – Magyar Sajtófotó Kiállítás, Budapest – Nemzeti Múzeum
- 2013 – Graphifest, Budapest – Design Terminal
- 2014 – XIX. Békéscsabai Tervezőgrafikai Biennálé, Munkácsi Mihály Múzeum
- 2020 – Ampersand 2020 International Exhibition, Nádor Gallery, Budapest
- 2020 – Moholy-Nagy 125 csoportos kiállítás, MOME, Budapest
- 2020 – XXII. Országos Tervezőgrafikai Biennálé, MKE, Budapest

## Publikációk
- 1998-2006 – Békéscsabai Tervezőgrafikai Biennálé albumok
- 2002 – 22. Brnoi Tervezőgrafikai Biennálé album
- 2002 – 2+3D szakmai magazin Nr. 4, Lengyelország
- 2005 – ROGER szakmai magazin 05/03, Németország
- 2007 – Graphicum album
- 2007 – PEN magazin Nr. 191, Japán
- 2009 – Arculat és Identitás album, "Grafikai kincseink", a Magyar Televízió "M2" csatornájának képernyős arculatváltása
- 2009 – The Golden Age of Grotesque – jubileumi album
- 2011 – Magyar Iparművészet – Kérész Gyula: XVII. Országos Tervezőgrafikai Biennálé Békéscsabán
- 2012 – Kreatív magazin: Mikroszinten megvívtuk a forradalmunkat Archiválva 2014. december 20-i dátummal a Wayback Machine-ben
- 2013 – Kreatív magazin: Inspirátor Archiválva 2014. december 20-i dátummal a Wayback Machine-ben

## Fontosabb előadások, workshopok
- 2006 – Krea Művészeti Iskola, Budapest / "Minden, amit tudni akarsz a PEP! magazinról, avagy miért nem lettünk inkább birkapásztorok"
- 2007 – MATT, Graphifest – Gödör Klub, Budapest / „Minimál Matyó" és „Hogyan húzzunk le még egy bőrt a streetartról?"[15]
- 2008 – VISART Művészeti Akadémia, Budapest /"A TV2 2008-as arculatváltása"
- 2009 – Ponton Galéria "Közszolgálati Televízió arculatfrissítése 2006-2009"

## Kiemelt szakmai munkák
- 1999 – Fanzine arculat (Glatz Oszkár díj, XII. Békéscsabai Tervezőgrafikai Biennálé fődíj)
- 2000 – Duna Televízió arculata, művészeti vezető (Kamera Hungária Fesztivál, Szeged / 1. díj Vizuális kommunikáció, főcím/szignál kategóriában)
- 2003-2008 – WAN2 magazin, művészeti vezető
- 2005-2008 – PEP! magazin, művészeti vezető (Magyar Formatervezési Díj – 2005, MAGMA – Kreatív Szakmai lap 1 díja, Kulturális magazin kreatív tervezése kategóriában)
- 2006-2008 – Magyar Televízió – M2, képernyős arculattervezés
- 2008-2009 – TV2[16] – Arculattervezés
- 2009 – Ozone Network, képernyős arculattervezés (10. Kecskeméti Animációs Fesztivál / 1. díj Alkalmazott animáció kategóriában, 2011)
- 2012 – NERO Homme magazin, művészeti vezető (XIX. Békéscsabai Tervezőgrafikai Biennálé, Munkácsi Mihály Múzeum / Fődíj)
- 2012 – Recorder magazin (Kreatív MediaDesign díj, 2014)
- 2013, 2014 – Design Hét Budapest, Budapest Design Map – arculattervezés, kiadványtervezés, UI tervezés
- 2013, 2014 – Heimann Családi Birtok – arculattervezés, boros címke tervezés
- 2013 – 2015 – PS magazin – kiadványtervezés[17]
- 2016 – ArtHungry – magyar kreatív közösségi site, művészeti vezető[18]

## Zenei pályafutás
Zenei pályafutását a budapesti Képző- és Iparművészeti iskola képzőművész hallgatóit összeolvasztó NES-ben kezdete, majd a komolyabb hangvételű Fanzine nevű kísérletező indie együttesben folytatta, melynek szövegírója, dalszerzőtársa és énekes/gitárosa volt. A Fanzine 1997-ben elkészítette a NEON, 1999-ben pedig a Minden című nagylemezét. A Minden-ről kimásolt angol nyelvű Enteriőr (Interior) című dal szerepelt a német nemzetiségű Firestation Tower Records "You Thought It Was The End Of The World When The Rain Ruined Your Hair" című válogatáslemezén is.

## Diszkográfia

### Albumok
- Neon (Fanzine, szerzői kiadás, 1997) 2. Minden (Fanzine, szerzői kiadás, 1999)

### Kislemezek, EP-k
- Az éjszakám, mint a többi (Fanzine, szerzői kiadás, 1996) 2. Hollow (Fanzine, szerzői kiadás, angol nyelvű, 1999)